# DSA-650
La DSA-650 es una carretera perteneciente a la Red Primaria de la Diputación Provincial de Salamanca que une la carretera  SA-804  con la localidad de Babilafuente.

## Recorrido
La carretera  DSA-650  tiene su origen en Aldearrubia, en la intersección con la carretera  SA-804  y termina en el casco urbano de Babilafuente, en la intersección con la carretera  SA-810 ; formando parte de la Red de carreteras de Salamanca.
| Aldearrubia (Intersección con ) - Babilafuente (Intersección con ) | Aldearrubia (Intersección con ) - Babilafuente (Intersección con ) | Aldearrubia (Intersección con ) - Babilafuente (Intersección con ) | Aldearrubia (Intersección con ) - Babilafuente (Intersección con ) | Aldearrubia (Intersección con ) - Babilafuente (Intersección con ) | Aldearrubia (Intersección con ) - Babilafuente (Intersección con ) | Aldearrubia (Intersección con ) - Babilafuente (Intersección con ) | Aldearrubia (Intersección con ) - Babilafuente (Intersección con ) | Aldearrubia (Intersección con ) - Babilafuente (Intersección con ) | Aldearrubia (Intersección con ) - Babilafuente (Intersección con ) | Aldearrubia (Intersección con ) - Babilafuente (Intersección con ) |
| Esquema                                                            | PK                                                                 | Sentido Babilafuente (creciente)                                   | Sentido Babilafuente (creciente)                                   | Sentido Babilafuente (creciente)                                   | Sentido Babilafuente (creciente)                                   | Sentido Aldearrubia (decreciente)                                  | Sentido Aldearrubia (decreciente)                                  | Sentido Aldearrubia (decreciente)                                  | Sentido Aldearrubia (decreciente)                                  | Incidencias                                                        |
| Esquema                                                            | PK                                                                 | Velocidad                                                          | Elemento                                                           | Salida                                                             | Salida                                                             | Salida                                                             | Salida                                                             | Elemento                                                           | Velocidad                                                          | Incidencias                                                        |
| Esquema                                                            | PK                                                                 | Velocidad                                                          | Elemento                                                           | Dir.                                                               | Nombre                                                             | Nombre                                                             | Dir.                                                               | Elemento                                                           | Velocidad                                                          | Incidencias                                                        |
| ------------------------------------------------------------------ | ------------------------------------------------------------------ | ------------------------------------------------------------------ | ------------------------------------------------------------------ | ------------------------------------------------------------------ | ------------------------------------------------------------------ | ------------------------------------------------------------------ | ------------------------------------------------------------------ | ------------------------------------------------------------------ | ------------------------------------------------------------------ | ------------------------------------------------------------------ |
|                                                                    | 0,0                                                                |                                                                    |                                                                    |                                                                    | Salamanca                                                          | Salamanca                                                          |                                                                    |                                                                    |                                                                    | Ninguna                                                            |
|                                                                    | 0,0                                                                | Villares de la Reina                                               |                                                                    |                                                                    |                                                                    |                                                                    |                                                                    |                                                                    |                                                                    | Ninguna                                                            |
|                                                                    | 3,5                                                                |                                                                    |                                                                    | San Morales                                                        | San Morales                                                        | San Morales                                                        | San Morales                                                        |                                                                    |                                                                    |                                                                    |
|                                                                    | 4,2                                                                |                                                                    |                                                                    | Aldearrubia Huerta                                                 | Aldearrubia Huerta                                                 | Aldearrubia Huerta                                                 | Aldearrubia Huerta                                                 |                                                                    |                                                                    |                                                                    |
|                                                                    | 8,9                                                                |                                                                    |                                                                    | BABILAFUENTE                                                       | BABILAFUENTE                                                       | BABILAFUENTE                                                       | BABILAFUENTE                                                       |                                                                    |                                                                    |                                                                    |
|                                                                    | 9,55                                                               |                                                                    |                                                                    |                                                                    | Cantalapiedra Moríñigo                                             | Cantalapiedra Moríñigo                                             |                                                                    |                                                                    |                                                                    |                                                                    |
|                                                                    | 9,55                                                               | Encinas de Abajo Salamanca                                         |                                                                    |                                                                    |                                                                    |                                                                    |                                                                    |                                                                    |                                                                    |                                                                    |